# 惡魔城 迷宮迴廊
《恶魔城 迷宫回廊》是由科樂美開發的动作遊戲。本作是任天堂DS平台上恶魔城系列的第二部作品，於2006年11月16日發售。

## 故事前序
西元1944年，號稱史上最大規模、死傷最慘重的戰爭第二次世界大戰正打的如火如荼，但有一處安寧的地點是全部的參戰國都不敢踏上一步，那就是因不明的原因而復甦的惡魔城，察覺到這個狀況的吸血鬼獵人喬那森·莫理斯（ジョナサン・モリス、Jonathan‧Morris）只好與他的搭檔、同時也受到教會所託付的天才魔法少女夏綠蒂·歐琳（シャーロット・オーリン、Charlotte‧Aulin）一起闖入惡魔城，了解惡魔城的情況，以及探查德古拉是否已復甦...。

## 人物
- 喬納森·莫里斯（ジョナサン・モリス、Jonathan Morris）

18歲的美國青年，千里迢迢從美國來到羅馬尼亞，他的親生父親傳承了傳奇的聖鞭「吸血鬼殺手」（ヴァンパイアキラー、Vampire Killer）到他手上，以及學到一票使用普通冷兵器、格鬥等相關的戰鬥技巧，性格是直來直往的熱血男子漢性格，口頭禪是「沒問題」（ノープロブレム、No Problem），不過他不能諒解親生父親的早逝、以及沒有透露傳奇聖鞭的正確用法。
在故事的前作，Sega的遊戲主機「Mega-Drive」推出的惡魔城相關作品「吸血鬼殺手」（ヴァンパイアキラー、Vampire Killer，國外名稱為Castlevania：Bloodlines）裡頭，莫里斯家族的設定原為貝爾蒙多家在人世間沒落中，廣佈血脈下的其中一支關係家族，到了此作後這個設定完全被IGA推翻，改為一個被里希特·貝爾蒙多（リヒター・ベルモンド、Richter Belmont）託付重任的貝爾蒙多旁系家族。
惡魔城 血族的主角之一的約翰·莫里斯的兒子。
- 夏綠蒂·歐琳（シャーロット・オーリン、Charlotte Aulin）

17歲的美國少女，近期被人世間挖掘出來的魔法天才，同時也是喬那森的青梅竹馬，相對於燒著熱血、沒大腦沒常識的喬納森而言，她顯得冷靜、聰明伶俐又飽獨詩書，不過她對肉體格鬥技顯得苦手，此外她身上的濃厚魔力量而被稱為「討伐德古拉的最終兵器」，十分討厭別人說她是未成熟的小孩子。
雖然未證實，不過她有可能是廣佈血脈的魔法師家族「貝爾南堤斯」其中的一份子。
- 布勞爾（ブローネル、Brauner）

原本是人類，但在一戰時失去了女兒而且變成吸血鬼，因此打算向奪走他女兒的人類報復，隨後在二戰時，他收集了大量的靈魂來重建惡魔城，作為他報復行動的第一步。嗜好是繪畫，運用自身魔力跟惡魔城的支配之力來繪製魔力繪畫，以創造小世界的方式把整個惡魔城的力量拆開來而掌控全城，連死神都拿他沒轍。
全作所有的反派角色裡面，只有他會稱呼夏綠蒂「小姐」（lady）而非「女孩」（girl）。
- 史黛拉&蘿蕾塔‧利卡德（ステラ&ロレッタ、Steller & Loretta Lecarde）

布勞爾的女兒，史黛拉為姐姐，現在一起服侍在養父（布勞爾）身邊，姊姊擅長劍技跟遠距離的劍氣發動，妹妹則擅長華麗又強大的大規模冰魔法。實際上是人類，她們跟隨著前往惡魔城調查後下落不明的父親來到此地，隨後遭到布勞爾偷襲被變成吸血鬼。
- 風（ウィンド、Wind）/ 艾利克‧利卡德（エリック・リカード、Eric Lecarde）

史黛拉&蘿蕾塔的親父，死在布勞爾手上的吸血鬼獵人，享年50歲。臨死前目睹前來救援自己的女兒們相繼失手被變成吸血鬼，於是憑著對布勞爾復仇的意志跟自己的魔力，逐以自由幽靈的身份被禁錮在惡魔城裡頭，他在布勞爾魔力濃度比較淺的城入口等待救星時，來的卻是他熟識但對方卻不認識他的小情侶後輩。在劇情中會給予玩家大量的提示，還會開一些任務給玩家，如果能達成他的任務可以獲得許多稀有裝備、消耗品等道具。
惡魔城 血族的主角之一。
- 文森特·德利安（ヴィンセント・ドリン、Vincent Dorin）

外西凡尼亞當地的神職人員，帶著大批的救援物資、武器裝備來支援喬納森跟夏綠蒂，而教會打的如意算盤是惡魔城的支配之力可以創造物質跟金錢這一點，藉由交易來獲取金錢，挽救日益惡化的財政問題。
- 死神（Death）

德古拉身邊最忠誠、最強大的手下，雖然現在城主換人當，但它仍舊在城裡遊蕩尋找翻盤的方法，準備把布勞爾踢下來。
- 德古拉伯爵（Count Dracula）

活了882年的傳奇吸血鬼，目前行蹤不明。

## 遊戲系統
本次的遊戲系統依舊採用自月下以來的ARPG系統，玩家角色可以佩帶多樣化的武器、裝備，使用物品，砍殺敵人而升級強化能力。
這次遊戲賣點在於二人同時冒險，除了操控一人外，尚可切換角色或著呼叫夥伴一起行動，共用一條HP跟MP，自己受到異常狀態攻擊，對隱藏中的夥伴毫無影響，除非二人同時遭受攻擊，夥伴被攻擊時則以損失MP為代價，除了二人的普通攻擊外，也可以達到魔法跟副武器並存的華麗誇張場面。
男主角可以使用多樣化的冷兵器戰鬥，而副武器則以裝備的概念登場，除了傳統的小刀、斧頭、聖水、十字架外，多了聖書、迴旋標、手榴彈、日本忍道暗器、體技等雜七雜八的東西，要切換只能開單，另外除了體技外，其餘的副武器有著所謂「熟練度」的指標，練滿後副武器的效用、威力都會大幅提昇。女主角的魔法也是以裝備的方式登場，無熟練度指標卻有集氣欄的設計。除了武器、第二項攻擊手段之外，尚有其他裝備，共有衣服、頭飾、鞋子、兩個飾品，以及協力技；部分裝備是男女都可以佩帶的，但是同一個裝備「不能共用」，所以要達到二人穿情侶裝逛大街的狀況，唯有裝備數量上升才有辦法。